# Пархомівка (Баштанський район)
Пархо́мівка — село в Україні, у Вільнозапорізькій сільській громаді Баштанського району Миколаївської області. Населення становить 61 особу. До 2018 року орган місцевого самоврядування — Новохристофорівська сільська рада.